# Prästgårdsnäset

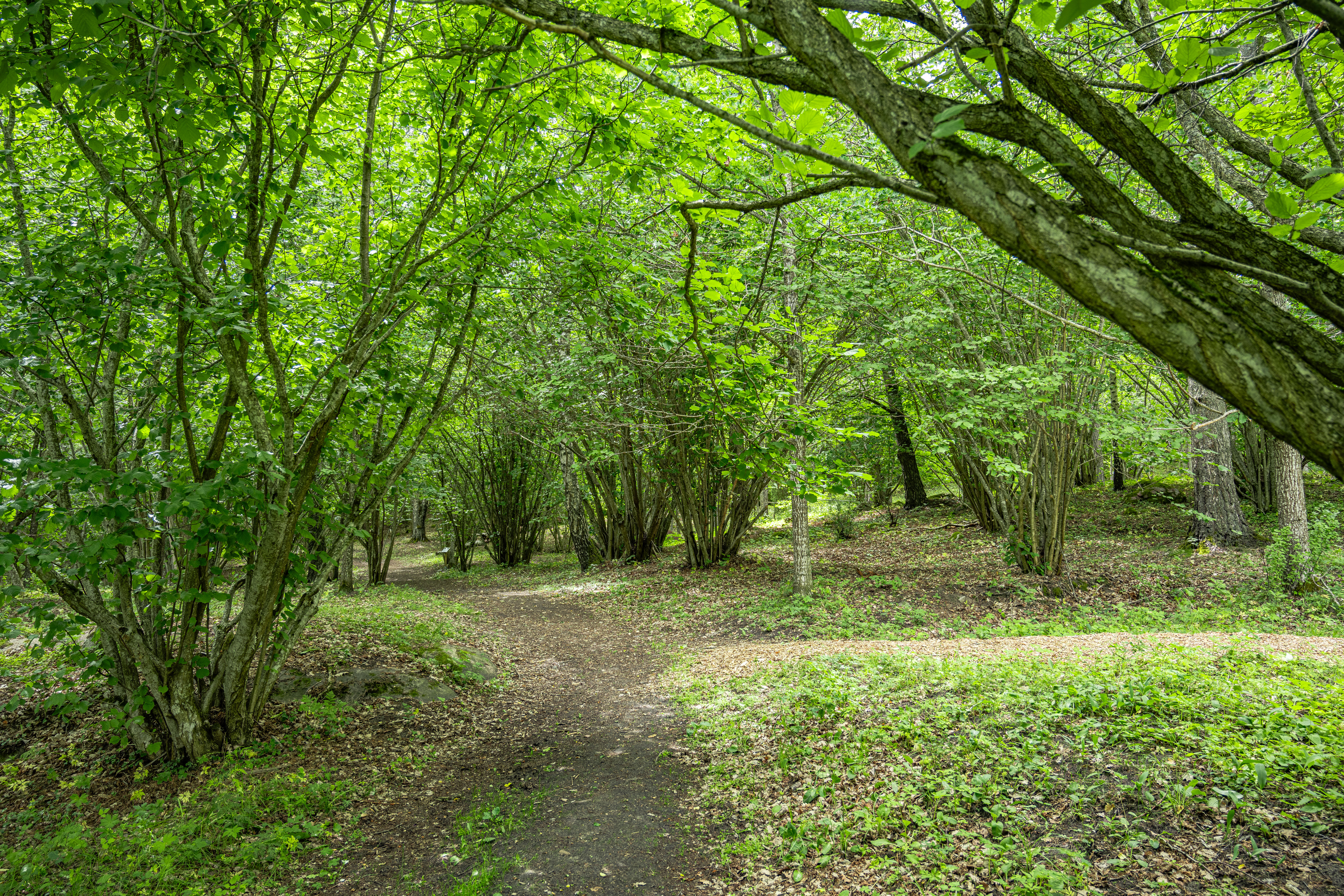
Täta bestånd med hassel dominerar naturreservatet Prästgårdsnäset på Åland. Bilden tagen 6 juli 2024.

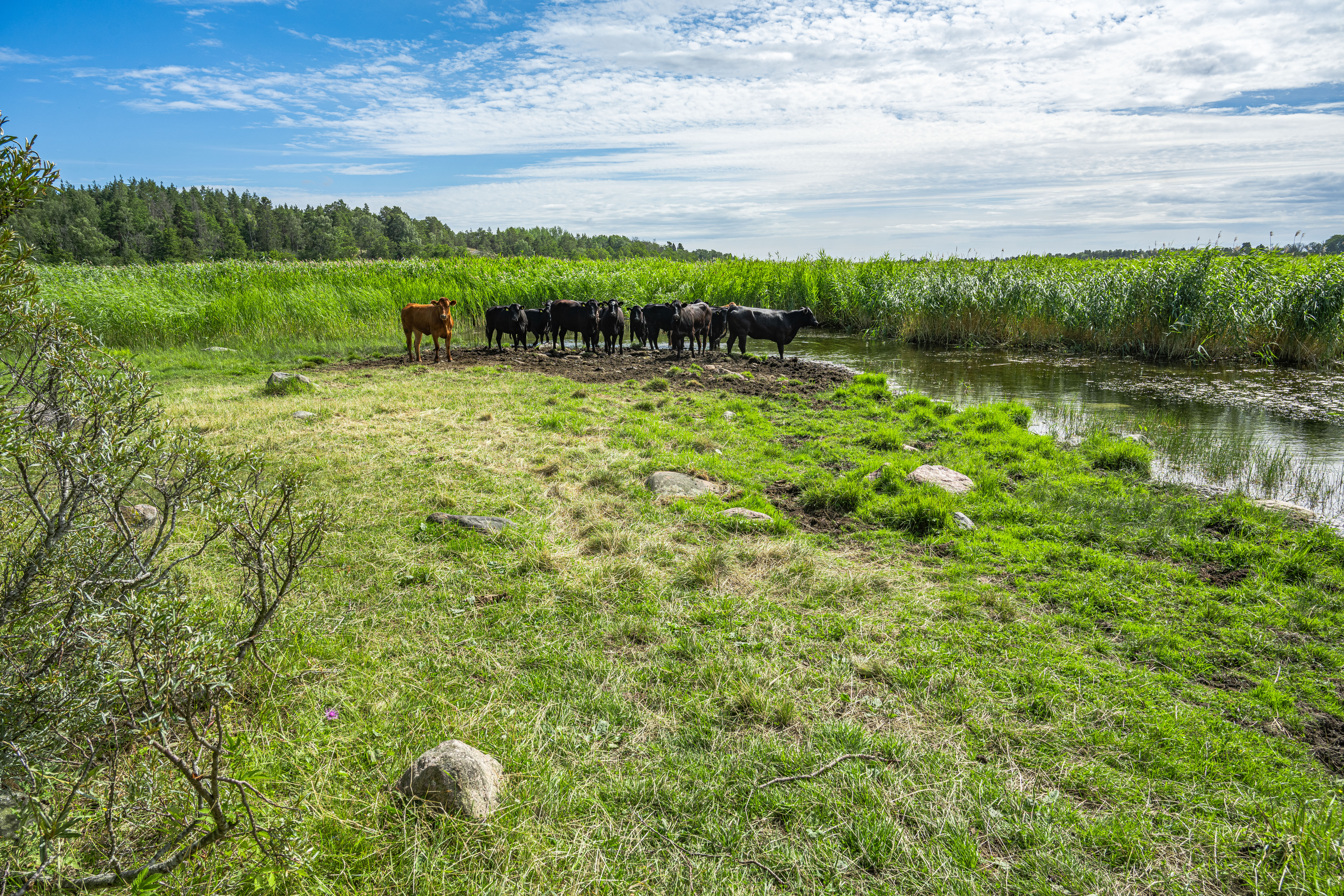
Strandängarna hålls öppna med hjälp av betesdjur. Bilden tagen 6 juli 2024.

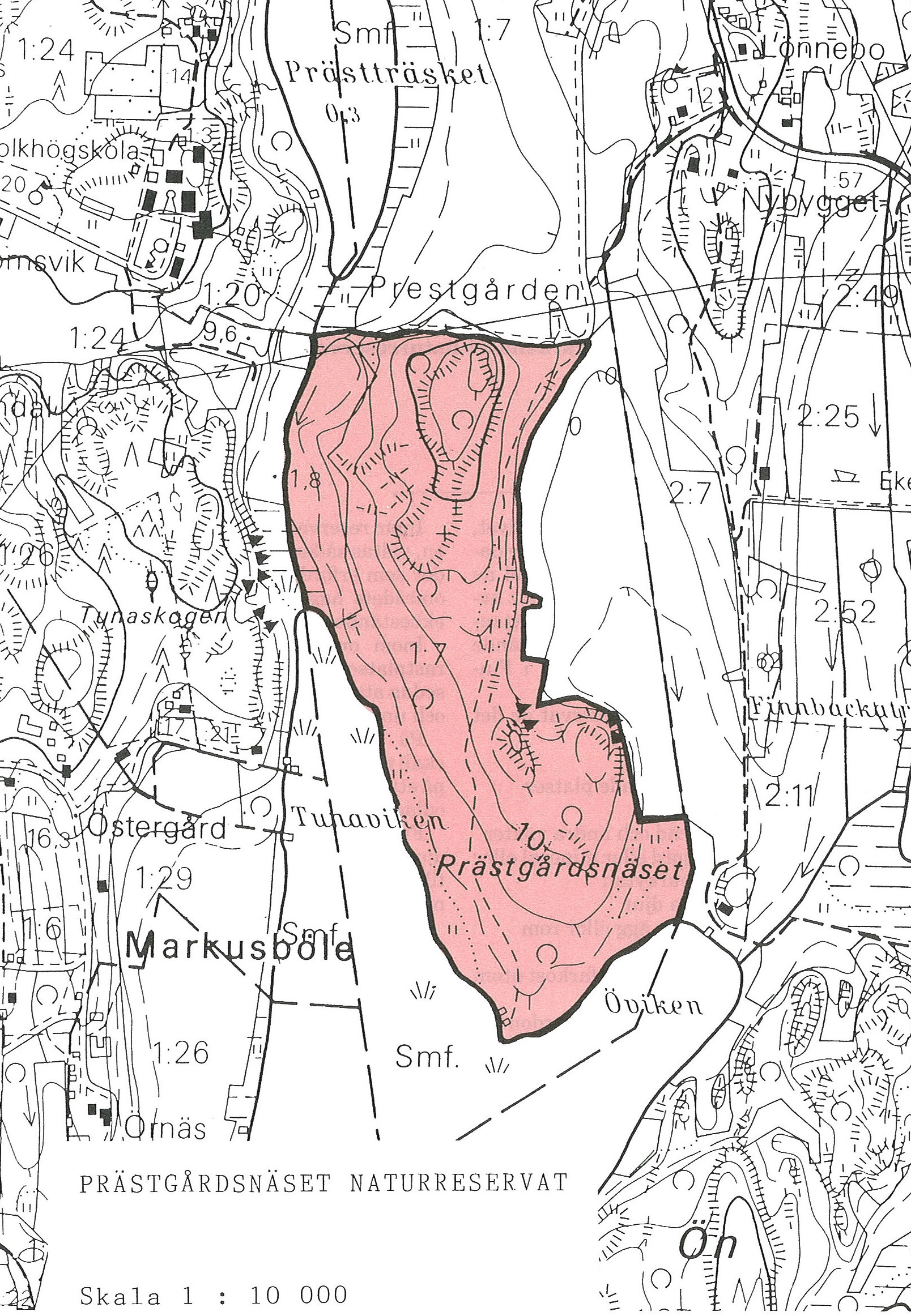
Naturreservatet Prästgårdsnäsets utsträckning enligt Ålands författningssamling 1992:55.

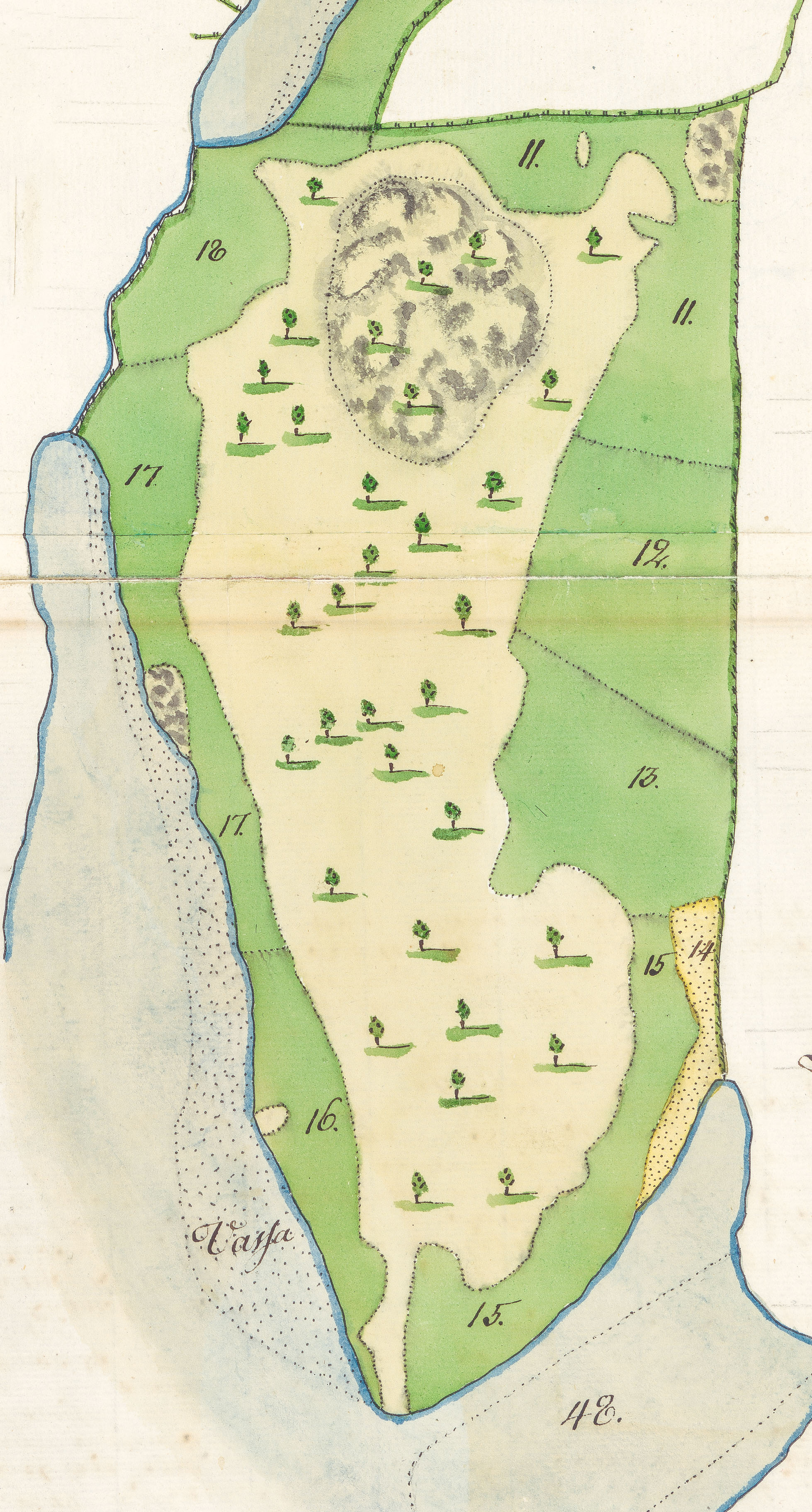
Den äldsta kartan över Prästgårdsnäset, upprättad 1768, visar hur slåtterängarna (gröna) omgärdade ett mer höglänt och stenigt område (gult) som var trädbevuxet och säkert mest användes som betesmark.

Prästgårdsnäset är ett naturreservat i Finströms kommun på Åland, beläget strax söder om Finströms kyrka. Reservatet omfattar omkring 33 hektar. Marken ägs av Norra Ålands församling.
Naturreservatet inrättades 1992 i syfte att skydda landskapsbilden, växtlivet, djurlivet samt särskilda kulturframkallande naturtyper. Områdets hag-, lund- och lövängsnatur samt ekbestånden skulle bevaras och utvecklas.
Prästgårdsnäset domineras av tät hasselskog med inslag av ädla lövträd som ek och ask, många av imponerande storlek, samt björk och en del tall. Områdets jämförelsevis kalkrika jordmån har skapat förutsättningar för en rik flora med omkring 200 noterade arter. Under vårarna blommar blåsippa, vitsippa, ramslök, nunneört, vårärt och svalört innan hasslarnas lövverk hindrar solljuset från att nå marken. På somrarna syns här och där exempelvis blåklocka, rödklint, gulmåra, natt och dag samt myskmadra.
På ett berg i norra delen av naturreservatet finns ett minnesmärke, en fjäril i metall, som hedrar landsprosten Valdemar Nyman (1904–1998), kulturpersonlighet och mångårig kyrkoherde i Finström. Det sattes upp 2023 på initiativ av Valdemar Nyman-sällskapet och är utformat av konstsmeden Olivia Sarling. 

## Områdets historia
Den äldsta kartan över Prästgårdsnäset upprättades 1768 av lantmätaren Christian Braxer (1738–1784). Den förvaras i Riksarkivet i Helsingfors och omfattar hela byn Prästgården.
På kartan kallas Prästgårdsnäset enbart Näset. De högre belägna partierna var steniga och beväxta med ek, ask, asp, alm, lönn och björk samt hasselskog. I dag är hasselns dominans påtaglig, men en del bestånd av ek finns också.
På ängsmarken (nummer 15–18 på kartan) växte framför allt "små starr" och "grov tåtel". Småstarr torde motsvara hundstarr, men exakt vilket gräs som avses med grov tåtel är oklart. I vattnet utanför näset fanns redan på 1700-talet stora bälten med vass, precis som i dag.